# Grupa (biologia)
Grupa – kategoria pomocnicza w systematyce organizmów, niższa od gromady, a wyższa od rzędu. Na przykład gromadę ssaki (Mammalia) dzielono dawniej na grupy prassaki (Prototheria), Allotheria i ssaki właściwe (Theria).